# F. E. Bilz Verlags-Buchhandlung
Die F. E. Bilz Verlags-Buchhandlung, auch kurz F. E. Bilz, Verlag F. E. Bilz oder Bilz-Verlag, war ein von dem sächsischen Naturheilkundler Friedrich Eduard Bilz 1888 gegründeter Verlag, insbesondere zur Herstellung und zum Vertrieb des ursprünglich von ihm selbst geschriebenen sogenannten Bilz-Buchs.

## Geschichte

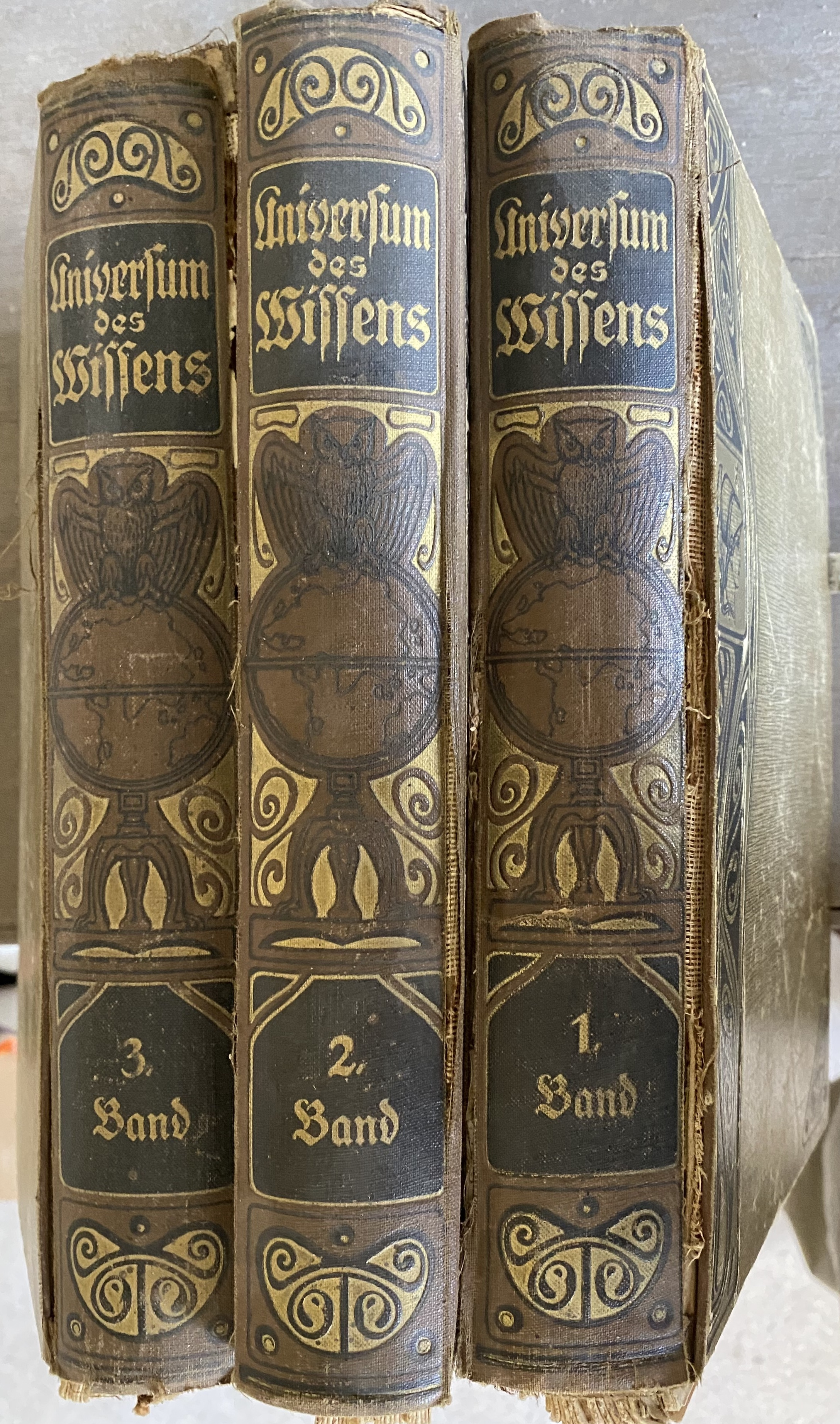
„Das Universum des Wissens“ aus dem Bilz-Verlag, ca. 1920

Der Verlag wurde 1893 in die Buchhändlerstadt Leipzig verlegt und ab da von Bilz’ Sohn Ewald (1872–1941) geleitet.
Der Verlag machte in der Folgezeit zwei ausländische Filialen auf: eine in Paris in der Rue d′Hauteville (10. Arrondissement, SSW des Gare du Nord, vom Place Franz-Liszt abgehend), wo ein zweiter Sohn Alfred eine Wohnung besaß, und eine in London bei Stein & Co.
Neben den Werken des Gründers F. E. Bilz selbst gab der Verlag auch Werke der Söhne Alfred und Ewald heraus. Fremdautoren waren beispielsweise Paul Schwartzkopff, Ernst Köhler-Haußen und Theodor Abbetmeyer mit ihrer Arbeit zum Faustus redivivus von Hannah Stahn oder auch Oskar Hoffmann. Es erschien dort beispielsweise auch die Bibliothek des Eisenbahners. Ein nützliches Selbstunterichtswerk zur Weiterbildung im Dienste und zur Erhöhung des allgemeinen Wissens für alle unteren Beamten und Hilfsarbeiter der deutschen Eisenbahnen und Erd- und Völkerkunde, bearbeitet von hervorragenden Geographen und Ethnographen. Eine gemeinverständliche Beschreibung sämmtlicher Länder und Völker der Erde.